# Kasteel van San Sebastian (Cádiz)
Het Kasteel van San Sebastián ligt in de Spaanse stad  Cádiz. Het ligt op een klein eiland voor het strand van La Caleta. Het is nu in gebruik bij de Universiteit van Cádiz.

## Geschiedenis
In 1457 werd op het eilandje een klein gebouw geplaatst door de bemanning van een Venetiaans schip die herstelde van de pest.
Na de Engelse aanval aan het einde van de 16e eeuw werd het eiland gebruikt voor de bouw van een verdedigingswerk om de zeekant van de stad te beschermen. Het eiland is langwerpig van vorm met de lange kanten op het noorden en zuiden.
In 1706 volgde belangrijke aanpassingen en dit is nog altijd in grote lijnen het kasteel zoals het er nu ligt. Het kasteel is rondom voorzien van een borstwering met opstelplaatsen voor kanonnen. Verder was het geheel omsloten door water. Het kasteel bestaat in feite uit twee delen, tussen beide delen ligt een gracht met een ophaalbrug. In 1739 stonden er zeventien kanonnen opgesteld.
In 1860 werd een vaste verbinding aangelegd tussen het kasteel en de stad waardoor het ook bij vloed bereikbaar is geworden. Deze 600 meter lange weg leidt naar de ophaalbrug van het oostelijk deel van het kasteel.
Binnen het kasteel werd in 1766 een islamitische wachttoren omgebouwd tot vuurtoren. Deze werd in 1898 gesloopt en het duurde ruim 10 jaar voor er een nieuwe vuurtoren gereed kwam. Deze nieuwe vuurtoren is een ijzeren constructie ontworpen door Rafael de la Cerda en kwam in 1908 gereed. Het is uniek in Spanje en het was de tweede vuurtoren in het land met elektriciteit. Het licht staat op 40 meter boven de zeespiegel en is op 25 zeemijl zichtbaar. Het is in 2017 gerestaureerd. 

## Fotogalerij

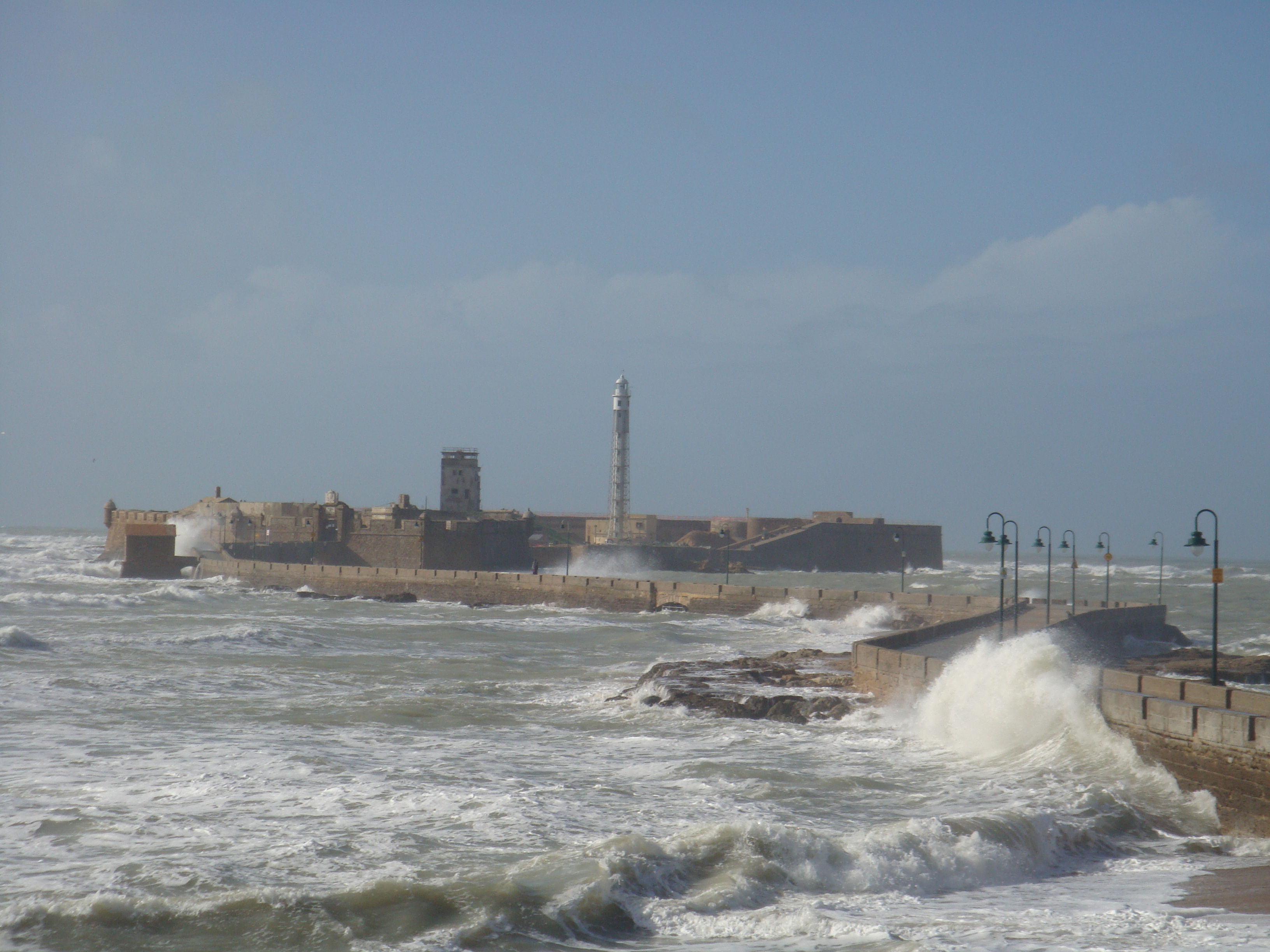
Kasteel en verbindingsweg vanaf de stad
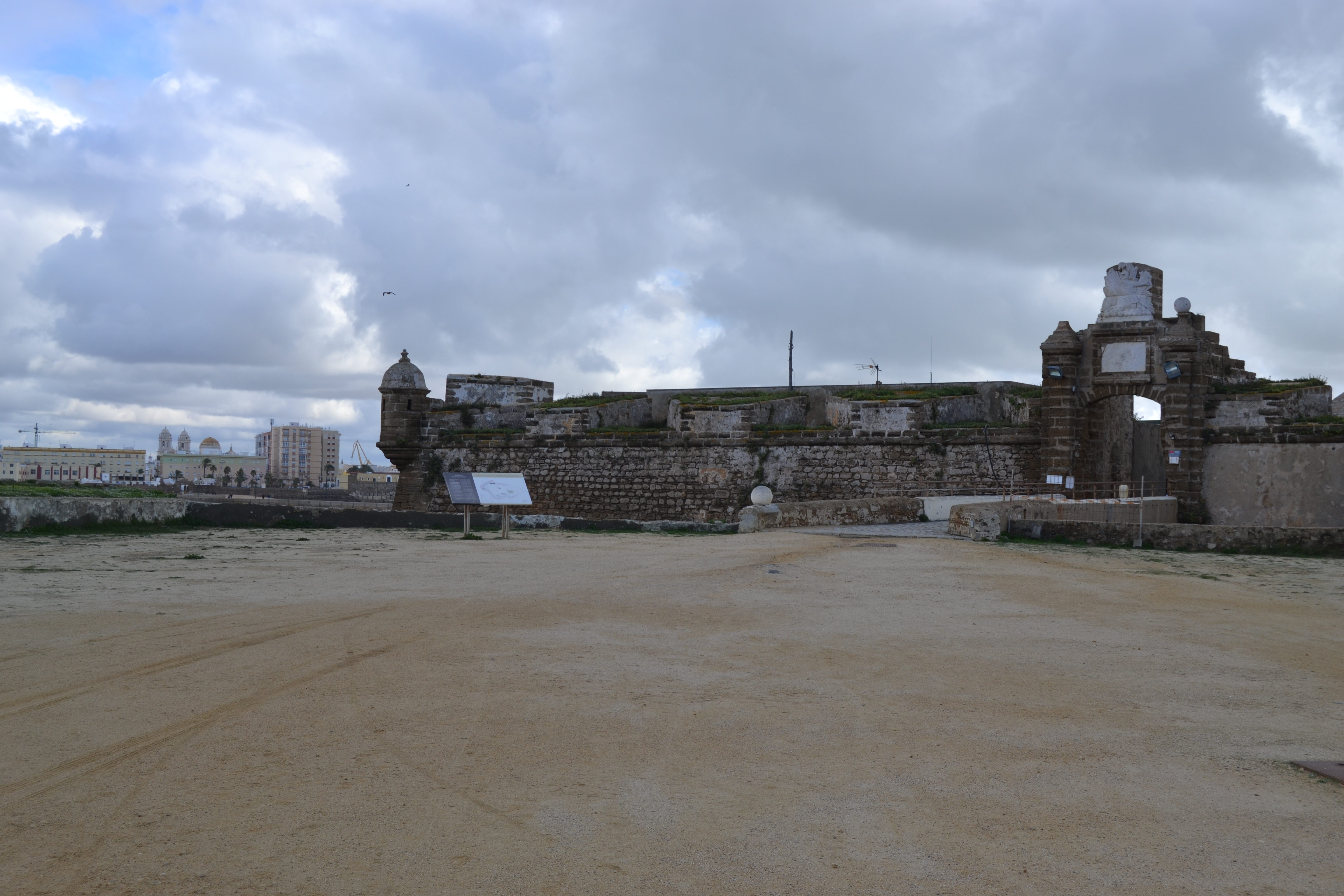
Toegang tot het kasteel
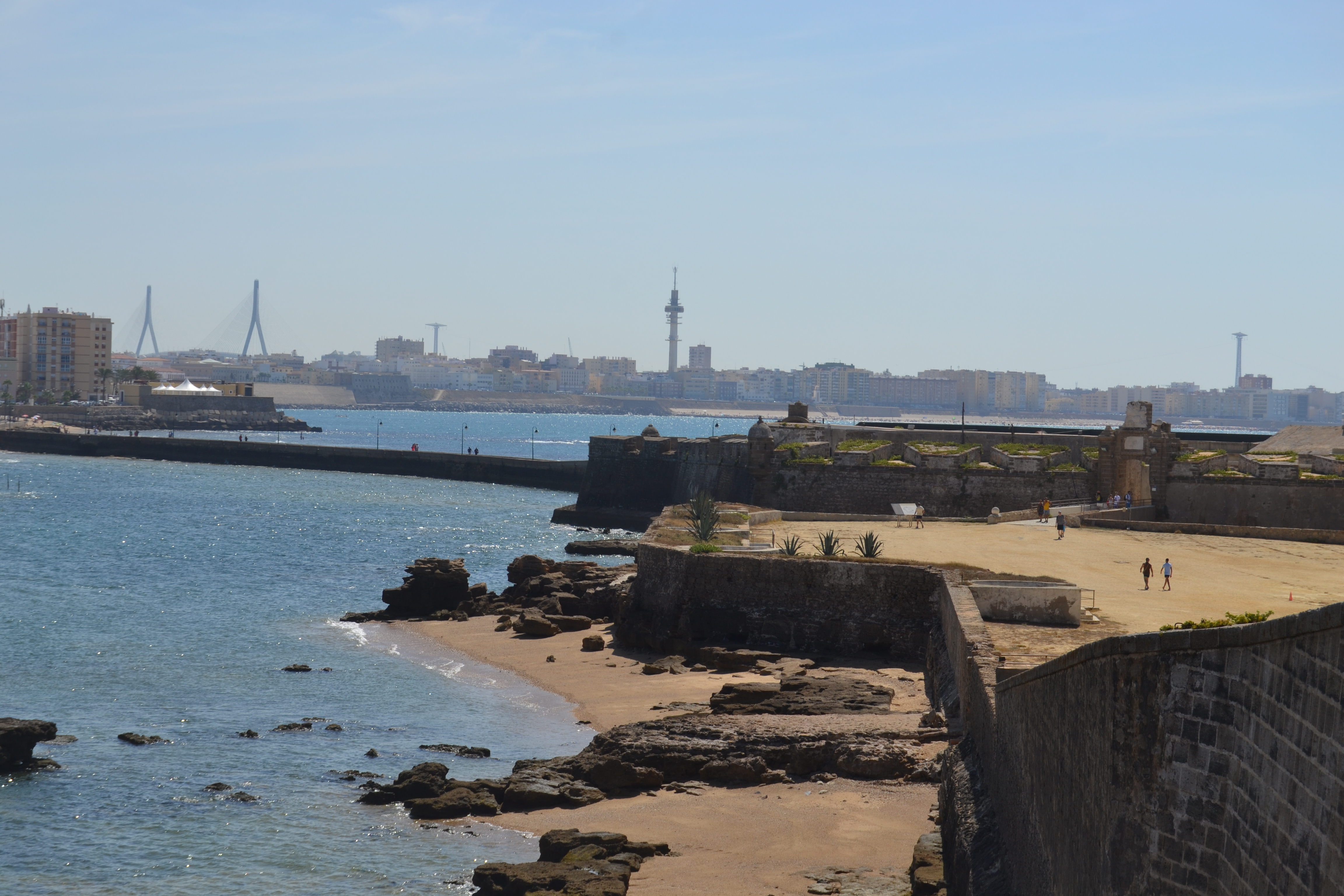
Zicht vanaf het kasteel op Cádiz met in de verte links de pijlers van de Puente de la Constitución de 1812 en uiterst rechts een van de twee hoogspanningsmasten van Cádiz